# Найман-Ци
Найма́н-Ци (кит. упр. 奈曼旗, пиньинь Nàimàn qí) — хошун городского округа Тунляо автономного района Внутренняя Монголия (КНР).

## История
Во времена Монгольской империи здесь поселилась часть найманов. Когда в XVII веке южные монголы покорились маньчжурам, те ввели среди монголов «знамённую» систему, и местные земли были объединены в «знамя» (по-монгольски — «хошун»).
После Синьхайской революции хошун был подчинён Специальному административному району Жэхэ (热河特别行政区), в 1928 году преобразованного в провинцию Жэхэ. В 1933 году провинция Жэхэ была оккупирована японцами, которые передали её в состав марионеточного государства Маньчжоу-го; в Маньчжоу-го эти земли вошли в состав провинции Южная Синъань (в октябре 1943 года объединённую с другими провинциями в провинцию Объединённая Синъань).
После Второй мировой войны эти земли стали ареной борьбы между коммунистами и гоминьдановцами. В 1949 году они вошли в состав аймака Джирим (哲里木盟) Автономного района Внутренняя Монголия. В 1969 году аймак был передан в состав провинции Гирин; в 1979 году возвращён в состав Автономного района Внутренняя Монголия. Постановлением Госсовета КНР от 13 января 1999 года аймак Джирим был преобразован в городской округ Тунляо.

## Административное деление
Хошун Найман-Ци делится на 8 посёлков, 2 волости и 4 сомона.